# Brooke Lee Adams
Brooke Lee Adams (San Diego, California; 9 de julio de 1986) es una actriz pornográfica retirada, productora y modelo erótica estadounidense.

## Biografía
Lee Adams, nombre artístico de Rebekah Farris, nació en julio de 1986 en la ciudad de San Diego, al sur de California, en una familia de ascendencia británica y persa. En el instituto, participó en el equipo de debate y en teatro. En horario extraescolar, estudiaba piano y viola, entre otras actividades.
Acudió a la Universidad de California en San Diego, donde estudió Bioquímica y realizó cursos de Bellas Artes.
Entró en la carrera pornográfica en 2009, a sus 23 años de edad. Ha hecho películas para estudios como Evil Angel, New Sensations, Adam & Eve, Dirty Productions, Vivid, Girlfriends Films o Naughty America, entre otros.
Su primera escena de sexo anal fue en la película Massive Asses 5.
En 2011 consiguió dos nominaciones en los Premios AVN a Mejor actriz revelación y a la Mejor escena de sexo lésbico por Girl Crush, nominada junto a Gracie Glam.
En 2012, gracias a la película The Flintstones: A XXX Parody obtuvo otras dos nominaciones en los AVN a Mejor escena de sexo lésbico, junto a Hillary Scott, y a la Mejor actriz de reparto.
Algunos trabajos de su filmografía son Big Assventures In Miami 4, Cuties, Deliciously Round 2, Let Me Jerk You 2, Naughty Book Worms 17 o Playing Hooky.
Decidió abandonar la carrera como actriz en 2014, con algo más de 180 películas hechas. En una entrevista, Adams expresó que la carrera de actriz porno había dejado de ser importante para ella, divertida y sana. Pasó a tener más actividad como modelo de desnudos y, ligada a la industria pornográfica, como productora de películas.

## Premios y nominaciones
| Año  | Ceremonia    | Resultado | Premio                       | Trabajo                       |
| ---- | ------------ | --------- | ---------------------------- | ----------------------------- |
| 2010 | FAME Awards  | Nominada  | Favorite Female Rookie       | —                             |
| 2011 | Premios AVN  | Nominada  | Mejor actriz revelación      | —                             |
| 2011 | Premios AVN  | Nominada  | Mejor escena de sexo lésbico | Girl Crush                    |
| 2011 | Premios XBIZ | Nominada  | Mejor actriz revelación      | —                             |
| 2012 | Premios AVN  | Nominada  | Mejor actriz de reparto      | The Flintstones: A XXX Parody |
| 2012 | Premios AVN  | Nominada  | Mejor escena de sexo lésbico | The Flintstones: A XXX Parody |